# Viarco
Viarco (Portugal, 1907) é actualmente a única fábrica de lápis da Península Ibérica, localizada em São João da Madeira, Portugal.

## História

### Origens
A origem do fabrico de lápis em Portugal remonta ao ano de 1907. O Conselheiro Figueiredo Faria e o seu sócio e engenheiro francês Jules Cacheux tomam a decisão de construir, em Vila do Conde, uma unidade industrial de fabrico de lápis chamada Faria, Cacheux & Cª, igualmente conhecida por Portugália.
Contudo, e apesar do sucesso da Portugália, a sua actividade económica foi grandemente afectada pela entrada de Portugal na Primeira Guerra Mundial, para além da Grande Depressão dos anos 1929 a 1931.

### Um novo começo
A história desta empresa Portuguesa teve o seu ponto de viragem em 1931. Manoel Vieira de Araújo, industrial experiente na área de chapelaria e uma empresário notável de São João da Madeira, com o objectivo de expandir a empresa Vieira Araújo & Cª, Lda, adquire a fábrica Portugália. Portugália era, até à data, a única fábrica Portuguesa de lápis.
Em 1936, dá-se o registo da marca Viarco, nome atual da empresa, junção das iniciais do apelido Vieira Araújo e Companhia.

#### Primeira década
A direcção da empresa foi entregue a António Vieira Araújo, filho de Manoel Vieira Araújo. Como objectivos, encontravam-se a dinamização e renovação desta indústria de fabrico de lápis.
Assim, os primeiros anos da fábrica Viarco foram dedicados à investigação, aplicação de formulários, renovação de instalações e melhoramento dos métodos de produção, como vista a desenvolver o fabrico dos produtos já existentes bem como alargar a diversidade do fabrico de material.
Em 1941, as instalações da fábrica são movidas de Vila do Conde, Porto para São João da Madeira, Aveiro. São João da Madeira era igualmente a localização da sede da empresa Vieira Araújo & Cª, Lda. Muitos funcionários da fábrica de Vila do Conde tomaram também a decisão de se deslocarem para a nova localização da indústria.

### Desenvolvimento da fábrica
As décadas seguintes foram dedicadas à continuação do desenvolvimento dos produtos da fábrica Viarco, acompanhando os desenvolvimentos tecnológicos que também se verificavam em outros países da Europa. Os lápis Viarco passaram a ser empregues em várias áreas de trabalho, quer seja em desenho ou escritório.
Na década de 70, a fábrica torna-se autónoma adquire finalmente o nome de Viarco – Indústria de Lápis, Lda.

## Produtos
Os produtos da marca Viarco são muito diversificados; entre eles encontram-se lápis de office escolar, de desenho profissional, de design personalizado.
Entre as colecções próprias da Viarco, encontram-se a ArtGraf, a Turn It e os lápis Magneto's.

## Objectivos
Actualmente, a Viarco tem por objectivo a recuperação de um edifício que alberga um extenso espólio de arqueologia industrial, no sentido de o adaptar para a recepção de visitantes, construindo o Museu do Lápis e ateliers com vista a formação de artistas em início de carreira.
A Viarco é, nos dias de hoje, a única fábrica de lápis de Portugal, bem como de toda a Península Ibérica.